# Gonzales Coques
Gonzales Coques, född 1614 eller 1618, död 18 april 1684, var en flamländsk målare.
Coques målade finstämda grupper i förnäma miljöer. I konstkretsar har han på grund av sitt motivval ibland kallats "den lille van Dyck". Coques målningar finns i London, Haag, Dresden och Kassel.